# Le Dépouillement du Christ (Le Greco, Tolède)
Le dépouillement du Christ (connu sous le nom de El Expolio en espagnol) est un tableau du Greco qui se trouve dans la cathédrale de Tolède, en Espagne.
L'œuvre est signée sur un feuillet dans le coin inférieur gauche en caractères grecs minuscules : « Doménikos Theoto [Kópulos] Krès Ep[oíei] ».

## Histoire

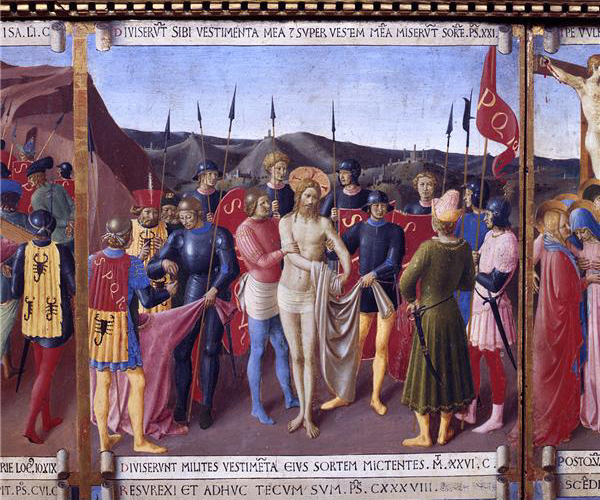
Fra Angelico, Christ dénudé (Armadio degli Argenti), 1451-1453, Florence, Musée San Marco.

C'est précisément un document relatif à la commande de cette œuvre (daté du 2 juillet 1577) - destinée à la sacristie de la cathédrale de Tolède, où elle se trouve encore aujourd'hui - qui constitue le premier témoignage de la présence du Greco à Tolède.
On peut donc supposer que Le Dépouillement du Christ est le premier tableau réalisé dans la ville où le peintre crétois se serait définitivement installé après l'échec de sa tentative d'entrer dans l'entourage de la cour des Habsbourg et de s'impliquer significativement dans le grand chantier du monastère de l'Escurial.
Bien qu'il s'agisse de l'un des chefs-d'œuvre reconnus du Greco, l'œuvre n'a pas plu à ses mécènes. Un différend s'est ensuivi, au terme duquel le peintre a accepté des honoraires nettement inférieurs à ceux qui avaient été convenus.
Le nombre considérable de copies antiques et de répliques d'atelier (de l'ordre de près de vingt versions connues) prouve cependant qu'au-delà du malentendu avec les mécènes, l'Expolio ou Le Dépouillement du Christ a été apprécié dès sa réalisation.

## Description et style

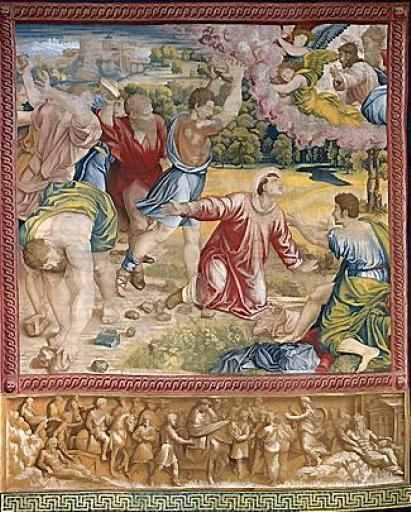
Lapidation de saint Étienne, tapisserie réalisée d'après un dessin de Raphaël, XVIe siècle.

Le thème représenté, à savoir le Christ dépouillé de la robe écarlate qu'on lui avait fait porter par dérision avant de le crucifier, était très rare dans la peinture à l'époque où le Greco s'y essayait.
En outre, les rares précédents connus sont pour la plupart des œuvres médiévales ou de la haute Renaissance (dont un exemple de Fra Angelico). Il est peu probable que le maître crétois les ait connus et a peut-être déduit le schéma de composition d'autres moments de la Passion du Christ, d'une iconographie plus habituelle.
Une association possible dans ce sens est l'épisode de la Capture, où, dans d'innombrables exemples picturaux sur le thème, Jésus - comme dans l'Expolio - est au centre de la composition entouré de féroces tortionnaires.
Le choix d'un thème aussi inhabituel est peut-être lié à l'emplacement du tableau, c'est-à-dire à la partie de la sacristie utilisée comme vestiaire (où les prêtres revêtent leurs vêtements liturgiques avant l'office).
La scène est dominée par la figure du Christ, entourée d'une masse presque indistincte de spectateurs parmi lesquels on distingue le bourreau à droite du tableau qui s'apprête à déshabiller Jésus et le soldat à gauche portant une armure contemporaine magnifiquement rendue par le Greco.
En bas à gauche, le groupe de Maries tourne son regard vers la croix à la préparation de laquelle un préposé (en bas à droite) est penché en avant.
Cette dernière figure est inspirée du dessin de la tapisserie avec la Lapidation de saint Étienne de Raphaël (perdue et connue uniquement par transposition sur toile), une œuvre certainement connue de Theotokopoulos qui avait récemment quitté Rome.

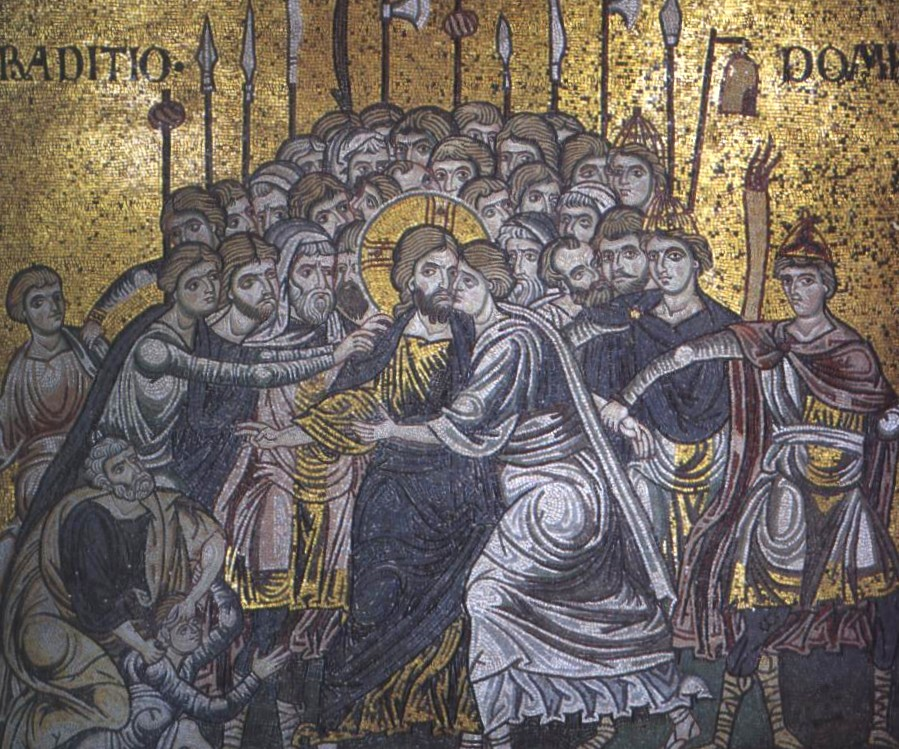
Baiser de Judas, mosaïque du XIIe siècle, Cathédrale de Monreale.

Le bourreau au travail sur la croix correspond notamment au personnage de la tapisserie qui s'efforce de ramasser la pierre qui sera lancée sur le protomartyr.
L'exemple de Raphaël sera cité à plusieurs reprises par le peintre crétois et notamment dans la broderie de la dalmatique de saint Étienne dans L'Enterrement du comte d'Orgaz où est reproduite la même scène du martyre du saint.
Le colorisme de l'œuvre, en revanche, renvoie à Venise (où le Greco a séjourné pendant longtemps) : splendide en particulier est le rouge de la tunique du Christ, qui guide le regard de l'observateur vers le centre physique et spirituel de l'œuvre.
Les références à la peinture italienne de son époque ne dissimulent cependant pas les racines byzantines de l'art du Greco, assimilées en Crète dans sa jeunesse.
L'annulation de la spatialité due à l'entassement des personnages, dont beaucoup ne sont visibles que par la tête, la forêt de piques qui empêche de donner de la profondeur à l'arrière-plan, la frontalité et l'impassibilité du Christ, sont autant d'éléments qui ont été associés à la peinture byzantine de quelques siècles plus tôt, à tel point que d'importantes similitudes de composition ont été trouvées entre Le Dépouillement du Christ et une mosaïque de la cathédrale de Monreale représentant le Baiser de Judas (XIIe siècle).